# Kapelle Hetlingen

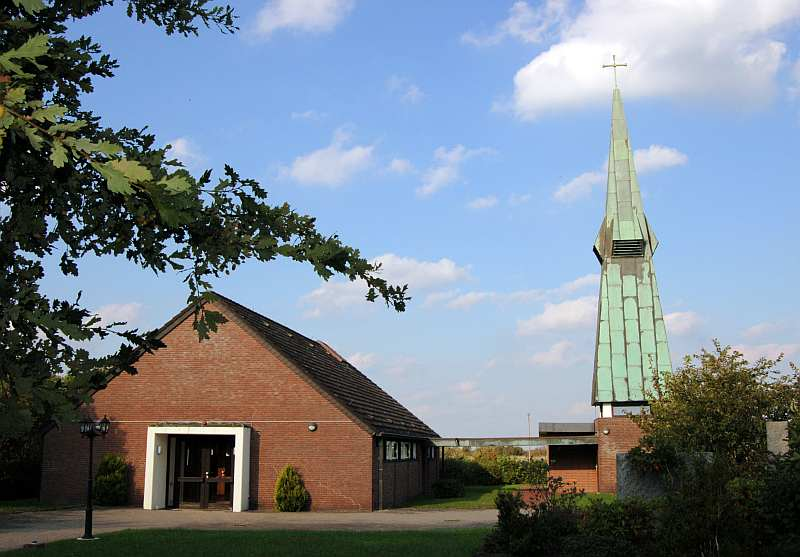
Kirche in Hetlingen

Die Kirche in Hetlingen wird als Kapelle bezeichnet. Sie hat neben dem Gottesdienstraum einen freistehenden Turm, der mit Kupferplatten gedeckt ist. Die Kapelle wurde 1971 geweiht. Sie liegt an der Hauptstraße.

## Kirchliche Organisation

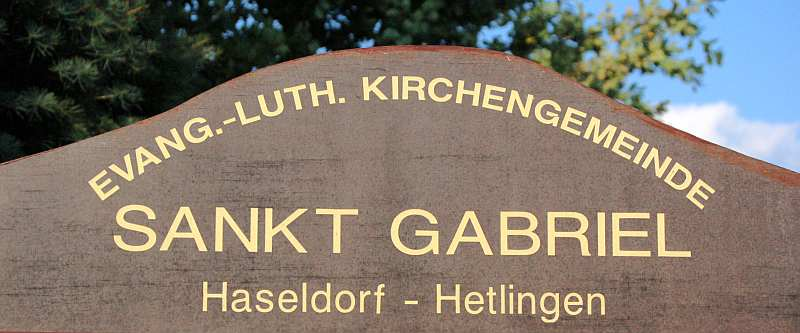
Schild vor der Kapelle in Hetlingen

Die Kapelle ist ein Predigtplatz der Kirchengemeinde St. Gabriel Haseldorf - Hetlingen. 
Die Gemeinde St. Gabriel gehört in der zum Kirchenkreis Hamburg-West/Südholstein in der Evangelisch-Lutherischen Kirche in Norddeutschland.
Seit der Grenzziehung 1757 gehört ganz Hetlingen kirchlich zu Haseldorf. 
Die Kirche wurde in der Amtszeit von Pastor Dr. Hans Georg Asmussen (1961–1972) gebaut. Sie ist mit ihrer Weihung im Jahr 1971 das erste kirchliche Gebäude in Hetlingen. 
Pastor ist Dr. Helmut Nagel.
In der Kirche in Hetlingen wird an jedem 2. Sonntag im Monat Gottesdienst mit Predigt gefeiert, zu hohen kirchlichen Festen auf Niederdeutsch. 
Die Kirchengemeinde unterhält in Hetlingen ein Jugendhaus.

## Verkehrsanbindung
Eine wichtige Bedeutung für den Anschluss an die Gemeinde in Haseldorf hatte der Bau der Straße durch die Marsch 1952. Vorher gab es nur eine Straßenverbindung nach Holm, hinauf zur Geest.
Der Weg in vergangenen Jahrhunderten vom Altenkoog an die Straße von Heist nach Haselau war sehr beschwerlich.

## Gemeindeglieder
1994 zählten von den 1.123 Einwohnern Hetlingens 676 zur evangelischen Kirchgemeinde. Das sind 60,2 %.